# Список позицій християнських деномінацій щодо гомосексуальності
Питання гомосексуальності в християнстві є предметом постійних богословських суперечок всередині релігійних деномінацій, що пов'язані з визнанням одностатевих шлюбів, а також ставлення до феномену загалом. Отож нижче наводиться список, що знаменує спробу структурного висвітлення офіційних позицій різних церковних установ. Всередині деномінацій, як часто буває, не існує одностайної відповіді, тому погляди можуть варіюватися від членів церков. Список складено за принципом поширення в Україні релігійних переконань, де спершу йде православ'я, греко-католицизм, римо-католицизм, протестантизм, а потім інші конфесії.

## Православ'я
Православна церква дотримується думки, що статеве життя, як ми інколи його розуміємо, є частиною грішного світу. Тому задля порятунку використовується оженіння, як шлях до спасіння (sotiria по-грецьки; буквально означає "стати цілим"). Безшлюб'я - це ідеальний шлях для виключного дбання про Царство Боже, прикладом якого є чернецтво, у той час, як шлюб є відсвітом місіонерського завіту і благословляється в контексті істинної злучної любові ("чоловік повинен любити власну жінку, як Ісус злюбив Церкву": це головна фраза, яка висвітлює погляди православного шлюбного звичаю) з необхідністю до дітородіння ("приносити плід"). Поданий контекст можна стлумачити неправославними як такий, що не виключає гомосексуальність; водночас усі православні християни табуюють гомосексуальність. Традиційно східне християнство притримується порівняно невиправданого погляду на гріх, який відносить гомосексуальність до духовних порушень. Хоча декотрі члени Церкви, ймовірно, беруть на себе активну роль в підохочуванні до негативних соціальних стереотипів у бік не покаянних гомосексуалів, чим скривляють позицію Православної Церкви, що схиляє не засуджувати людей, а засуджувати вчинки. З усім тим, декотрі впливові представники духовенства зробили заяви з осудом до гомосексуальності.
Тому, позиція часто підтверджується наступними словами: "Православне християнське вчення про шлюб і сексуальне життя, твердо засноване на Святому Письмі, двох тисячоліттях церковної традиції та канонічному праві, свідчить, що обряд шлюбу полягає в союзі чоловіка і жінки, і що справжній шлюб відображає священну єдність, що існує між Христом і Його Нареченою, Церквою". "Дія будь-якого сексуального потягу поза таїнства шлюбу, чи це потяг гетеросексуальний, чи гомосексуальний, віддаляє нас від Бога". Щобільше, то загальне ставлення виражається у тому, що "про осіб з гомосексуальною орієнтацією слід піклуватися з тим же милосердям і любов'ю, яка дарована всьому людству Господом нашим Ісусом Христом".
УПЦ КП, нині ж Православна Церква України, радикально засуджує гомосексуальність, що підтвержується в заявах духовенства. Яскравим прикладом буде випадок, що стався під час коронавірусної епідемії, коли патріарх оголосив що, мовляв, причина поширення хвороби пов'язана з "покаранням за гомосексуальність" від Бога, опираючись на біблійну історію з Содомом і Гоморрою. Подібні заяви викликали обурення в ЛГБТ активістів, які вважають сказане Філаретом, може містити загрозливий підтекст через паралелі з російською позицією, що проводить спроби дискредитувати Захід у нечестивості.
УПЦ (МП) закликає боротися з "гомосексуальною загрозою", що було заявлено після проведення гей-параду в Києві. Властителем московського православ'я в Україні теж не припадає до душі гомосексуальність, що висвітлено в офіційному документі РПЦ "Основи соціальної концепції Російської православної церкви": "Священне Писання і вчення Церкви недвозначно засуджують гомосексуальні статеві зв'язки, вбачаючи в них хибне спотворення богоданої природи людини"
Врешті, хоча ЛГБТ-активізм у православному християнстві був набагато менш поширений, ніж у римському католицизмі та багатьох протестантських деномінаціях, осторонь ліберальним тенденціям церква не залишилася. У 1980 році в Лос-Анджелесі була заснована група Axios для затвердження та захисту сексуальних меншин у православній церкві, яка відтоді заснувала ще кілька відділень у США, Канаді та Австралії. Однак, що головне, подібні ЛГБТ-активізм у меншій мірі представлений в Східній Європі, зокрему в Україні.

## Римо-католицька церква
Гомосексуальність у вченні Римо-католицької церкви розглядається в кількох аспектах. Гомосексуальність як орієнтація не вважається гріхом, проте і називається, говорячи технічною мовою, "недугом" (objective disorder), оскільки гомосексуальність є вродженим гріхом, тяжінням до зла. І тому, позаяк людина не обирає сексуальну орієнтацію, гріхом не може вважатися.
Одначе гомосексуальна активність у статевому житті розглядається як "моральний розлад" (moral disorder), а безпосередня гомосексуальна активність, як суперечна проти закону природи. Ті ж дії, вважались б однаково "суперечні законам природи", за здійснення подібного гетеросексуальними парами. "Вони позбуваються дітонародження, як дар життя, чим не виходять із належних прагнень сексуального акту". Слово disorder (розлад), часто вживається в Катехизисі Католицької церкви на позначення гріха в цілому, скажімо, прощенний гріх, гріх в шлюбі, безлад при розлученні й т.д. Будь-який гріх, що призводить до відхилення від норм природи.
Римсько-католицька церква вважає, що шлюб укладається лише між одним чоловіком та однією жінкою, отож не може йтися про одностатеві шлюби як на релігійному, так і на цивільному рівні. Церква також вважає, що одностатеві союзи є несприятливим середовищем для дітей і що легалізація таких союзів завдає шкоди суспільству.
У фільмі "Франциско" з 2020 року Папа Франциск в інтерв'ю підтримав одностатеві громадянські союзи для гомосексуальних партнерств, заявивши: "Гомосексуали мають право бути частиною сім'ї. [...] Що ми маємо створити, так це закон про громадянський союз. Тоді вони будуть мати юридичний захист. Я виступав це."
Проте ліберальна політика Франциска геть не підтримується Римсько-католицькою церквою в Україні, оскільки не бажають "змінювати вчення Католицької Церкви щодо гомосексуальних стосунків та їхнього юридичного визнання". Врешті, згідно з Катехизму Католицької Церкви 2396: "Серед гріхів, що серйозно суперечать цноті, - мастурбація, блуд, порнографія та гомосексуальні практики". Римо-католики України наголошують, що "повага до гомосексуальних людей жодним чином не може призвести до схвалення гомосексуальної поведінки або до юридичного визнання одностатевих союзів", отож виступають проти чинного курсу Папи.

## Греко-католицька церква
Греко-католики у слід за римо-католиками не визнають гомосексуальну практику, таким чином не визнають одностатеві шлюби та освячення гомосексуалів. Це пов'язано з спільністю догматичного вчення, що було встановлено під час Берестейської унії. І хоча, щоправда, перші мають більшу автономію та можуть відхиляти декотрі правила, проте, у випадку з гомосекуалізмом цього не стається.

Так голова УГКЦ Блаженніший Святослав прирівнює гомосексуальність до гріху вбивства. Ось що він сказав під час однієї з веб-конференцій:
«Якби ми сьогодні говорили про право на гомосексуальні стосунки, то ми би говорили і про право на вбивство. Не можна говорити про право на гріх, бо це поняття, які суперечать одне одному. Святе Письмо засуджує чітко і ясно таку поведінку. Ті люди, які живуть у такий спосіб, осквернюють свої тіла. Це вияв духовної сліпоти людини», − сказав Блаженніший Святослав. За словами Глави УГКЦ, він не береться судити цих осіб: «Я не проти жодної особи. Але я проти гріха. Людина, яка так живе, яка грішить, руйнує себе. Тому Церква виступає проти гріха, захищаючи особу, її гідність».
Гніт серед греко-католиків проти ЛГБТ знаходить особливу підтримку і серед інших членів церков. Так доктор богословія і патристичних наук єромонах УГКЦ Юстин Бойко яро відреагував на допис у фейсбуці від колшньої міністерки охорони здоров'я Ульяни Супрун, де вона схвально поставилася до одностатевих шлюбів та прав ЛГБТ-пар на усинослення. Посилаючиюсь на катехизс і "природні закони" єромонах закликав колишню міністерку пояснити власні висловлювання та зректися шкідливих для церкви слів.

## Свідки Єгови
Свідки Єгови вважають одностатеві сексуальні стосунки гріховними, але визнають, що деякі люди можуть бути схильні до гомосексуальності, у тому числі члени їх громади. Члени Церкви повинні утримуватись від будь-якої гомосексуальної поведінки, яка вважається серйозним гріхом, але при цьому їх просять не ненавидіти гомосексуалів. У відповідній літературі Церкви говориться, що християни не повинні робити гомосексуалів об'єктом глузувань чи переслідування. Вони вірять, що Бог задумав шлюб як постійний та інтимний зв'язок між чоловіком і жінкою, а щодо одностатевих шлюбів заявляють, що це "не може надати гомосексуальності плащ респектабельності", і просять уникати дебатів про законність гомосексуальності: "Навіть коли закони країни вступають у протиріччя з їхньою совістю, навченою Біблією, Свідки Єгови не беруть участі у протестах чи будь-яких політичних кампаніях з метою зміни таких законів."

## Реформаторство

### Лютеранство

#### Європа
Більшість лютеранських церков в Німеччині, країні походження лютеранства, займають ліберальні погляди, що розглядають гомосексуальність як дещо дозволене моралі, чим допускають священослужителів-геїв і лесбійок. Таким чином зазначені церкви благословляють одностатеві шлюби, хоча провінційні громади мають суттєво негативне ставлення до одностатевих шлюбів, порівняно з міськими.
У інших країн Європи справа обходиться не менш ліберально, як от в Швеції, де дозволяються одностатеві шлюби з 2006 року, і з 2009 висвячують священослужителів-геїв. Церква Ісландії не залишається осторонь. Однак не всі мають однозначні позиції. Лютеранська церква Норвегії під час голосування за унормування гомосексуальності отримала розкол: 6 із 11 єпископів визнали гомосексуальну практику вільною, хоча офіційно її відкидає. Врешті тільки у 2015 році Церква Норвегії дозволила благословляти одностатеві союзи. З 2012 року церква Данії дозволила одностатеві шлюби. Хоча виникли деякі розбіжності щодо конституційності цього кроку, оскільки данська конституція вимагає, щоб державна церква підтримувала лютеранську доктрину, яка свідчить, що гомосексуальні дії гріховні. Євангелічно-лютеранська церква Фінляндії розділилася з цього питання і не схвалює одностатеві шлюби, хоча багато єпископів висловили своє схвалення гомосексуальним союзам. Станом на жовтень 2010 р. Церква Фінляндії дозволяє, але не зобов'язує своїх священнослужителів молитися за одностатеві пари. Об'єднана протестантська церква Франції та Об'єднана протестантська церква Бельгії дозволяють благословляти одностатеві шлюби.
Лютерани в Україні мають цілком консервативну позицію, що стосується не тільки гомосексуальності, але й деяких інших аспектах віровчення. Так під заборону потрапляє жіноче пасторство. На вищезазначених позиціях тримають усі лютеранські церкви, як от УЛЦ та НЄЛЦУ. Єдина відмінність лишається у тому, що перша займає конфесійні погляди, коли друга залишається екуменістичною.

#### США
Євангелічна лютеранська церква в Америці (ELCA), найбільша лютеранська церква в США, дозволяє одностатеві шлюби та висвячення священників, які належать до ЛГБТ спільноти. Політика ELCA свідчить, що ЛГБТ вітається та заохочується до того, щоб стати членами громади та брати участь у її русі. ELCA надала додаткові ресурси для обряду одруження в Євангелічно-лютеранському богослужінні. Група захисту сексуальних меншин при лютеранській церкві ReconcilingWorks, сприяє повному включенню членів ЛГБТ у лютеранські церкви ELCA, та надає ресурси для допомоги громадам, щоби стати більш гостинними для ЛГБТ.
Поточна політика щодо включення ЛГБТ до ELCA формувалася протягом кількох років. Під час національних зборів у 2005 році делегати проголосували проти заходу, який дозволив би висвячення геїв без целібату та благословення одностатевих шлюбів: 503 проти 490 за. 21 серпня 2009 року ELCA проголосувала 559 голосами проти 451 за те, щоб дозволити не целібатним ЛГБТ, які перебувають у відданих моногамних відносинах, висвячуватися на священників. Інша пропозиція, ухвалена на Асамблеї 2009 року, доручила її лідерам розробити обряд благословення одностатевих шлюбів. У 2013 році ELCA обрала Гая Ервіна своїм першим відкритим єпископом-геєм.
Проте декотрі лютеранські церкви, як от Міссурійський синод (LCMS), друга за величиною лютеранська церква США, разом з синодом Вісконсіна (WELS), яка є третьою за величиною лютеранською організоцією в США - не дозволяють одностатеві шлюби й не висвячують гомосексуалів.

### Англіканство
Англіканське співтовариство немає одностайної відповіді, щодо позиції в питанні гомосексуальності, а Англіканська церква наразі дотримується неоднозначної позиції. Існує певне погодження думки, що одностатеві шлюби прийнятні для мирян, а від священників чекають здержання. Врешті, погляд англіканства, сформований на Ламбетської конференції, вважає гомосексуальність неприйнятним та таким, що суперечить Святому письму. Однак вище висвітлена думка вважається лише рекомендаційною, оскільки офіційно Англіканська церква немає законодавчів органів, які могли би регулювати і впливати на кожну громаду церкви безсуперечень. Тому на сьогодні серед англікан існує велика суперечність. Декотрі церкви освячують одностатеві пари, а декотрі завзято хулять. У відповідь на низку протиріч в Єпископальній церкві, серед яких була зміна її політики щодо сексуальної моралі, у 1960-х і 1970-х роках було засновано низку альтернативних англіканських церков.

### Пресвітеріанство
Серед пресвітерян не існує єдиної думки, однак варто зауважити, що більшість церков врешті засуджує гомосексуальні стосунки. Помітним залишається також тенденція до зміцнення позицій ЛГБТ серед пресвітерянських церков. Щодо України, позиція зашишається цілковито консервативною.
Пресвітеріанська церква в США, найбільша американська пресвітеріанська церква, розділилася щодо питання гомосексуальності. Хоча геїв і лесбійок вітають як членів церкви, церковна політика забороняє їм ставати священиками або обіймати посади в церковних комітетах.
У Новій Зеландії Пресвітеріанська церква Аотеароа Нова Зеландія вже багато років обговорює питання гомосексуальності. У 1985 році її Генеральна Асамблея проголосила: "Гомосексуальні акти є гріховними". Останнє рішення Асамблеї у 2004 році проголосило, що "ця церква не може приймати ... будь-кого, хто бере участь у сексуальних стосунках поза вірним шлюбом між чоловіком і жінкою", але додало лепту: "Що стосується гомосексуальності ... це рішення не повинно завдавати шкоди нікому, хто на дату цього зібрання був прийнятий на навчання, ліцензований, висвячений або введений в сан".

## Протестантизм

### П'ятдесятництво
Більшість церков п'ятидесятницького руху вважають гомосексуальну поведінку гріховною. Друга за величиною п'ятидесятницька церква в США, чітко викладає свою точку зору на гомосексуальність у програмному документі, в якому йдеться про наступне: "...у Писанні немає абсолютно ніякого утвердження гомосексуальної поведінки. Швидше, послідовним сексуальним ідеалом є цнотливость для тих, хто знаходиться поза моногамним гетеросексуальним шлюбом, і вірність для тих, хто перебуває в такому шлюбі. Існує також безліч доказів того, що гомосексуальна поведінка, поряд з незаконною гетеросексуальною поведінкою, є аморальною і підлягає Божому суду”. Однак існує меншість п'ятидесятницьких церков, які підтримують ЛГБТ, як деномінацій, так і незалежних церков. Деякі п'ятдесятницькі церкви, які підтримують геїв, ґрунтують свою позицію на дослідженнях Святого Письма мовами оригіналу, де, на їхню думку, немає засудження гомосексуальності.

### Баптизм
Південний баптистський конгрес (SBC), який є найбільшою баптистською деномінацією та найбільшою протестантською групою в США, вважає, що одностатева сексуальна поведінка є гріхом, незалежно від того, відбувається це в шлюбі чи громадянському союзі. Загальна думка полягає в тому, що геї та лесбійки можуть обирати свою сексуальну орієнтацію і можуть відмовлятися від неї на користь гетеросексуальності чи гетеросексуального безшлюбності. Їхнє ставлення до геїв і лесбійок полягає в тому, що треба «любити грішника, ненавидіти гріх», що означало б не виявляти ненависті до людини, а засуджувати її поведінку.
Інші консервативні баптистські деномінації та незалежні баптисти дотримуються подібних поглядів і також займають позицію «люби грішника, ненавидь гріх».
Такі церкви, як баптистська церква Вестборо, очолювана Фредом Фелпсом, відома своєю відкритою ненавистю до ЛГБТ (а також мусульман, євреїв, католиків, афроамериканців, канадців і шведів) і одностатевої сексуальної поведінки, рідко зустрічаються. В основному інші баптисти засуджують подібне ставлення.
Є також кілька баптистських церков, таких як Американські Євангельські Церкви США та Кооперативне баптистське товариство, які мають більш ліберальні погляди. Асоціація вітаючих і схвальних баптистів, група з близько п'ятдесяти церков в Америці, присвячена повному залученню ЛГБТ. Це «повне включення» може означати або не означати схвалення одностатевих сексуальних стосунків.

### Адвентизм
Адвентисти сьомого дня виступають проти одностатевих сексуальних практик, вважаючи, що статеві стосунки повинні мати місце лише в шлюбному союзі між чоловіком і жінкою. Адвентисти вважають, що Біблія постійно наголошує на моделі гетеромоногамії як на єдиній правильній моделі, і будь-які сексуальні стосунки поза цими рамками суперечать початковому плану Бога.

### Методизм
Об’єднана методистська церква вірить, що «гомосексуальні особи мають священну цінність не менше, ніж гетеросексуальні...» (Book of Discipline, 2004), і підтримує своїх членів у тому, щоб служити всім і для всіх людей.
Проте Церква вважає, що «гомосексуальна практика несумісна з християнським вченням» і що «активні гомосексуалісти, які самі себе визнають» не можуть бути висвячені у священики, і підтримує думку, що цивільне законодавство має визначати шлюб як союз між одним чоловіком і однією жінкою.

## Мормони
Церква Ісуса Христа Святих Останніх Днів, або мормони, вважає одностатеву сексуальну практику таким же гріхом, як перелюб або дошлюбний секс. Мормони говорять, що одностатеві бажання також є гріховними і вимагають від своїх членів не піддаватися таким спокусам.

## Інше
- Християнство і гомосексуальність
- ЛГБТ